# 동해초등학교 (경남)
동해초등학교는 대한민국 경상남도 고성군 동해면 양촌리에 있는 공립 초등학교이다.

## 학교 연혁
- 1931년 10월 1일 동해공립보통학교 개교(설립인가 9월 9일)
- 1938년 4월 1일 동해공립심상소학교로 개칭[1]
- 1941년 4월 1일 동해공립국민학교로 개칭[2]
- 1979년 3월 5일 병설유치원 개원
- 1994년 3월 1일 대동분교장 본교로 편입
- 1996년 3월 1일 동해초등학교로 개칭[3]
- 1999년 9월 1일 대동분교장 통합
- 2001년 8월 23일 골마루·교실바닥 6교실 교체, 테니스장·화장실·창고 개축
- 2020년 2월 14일 제87회 졸업식(졸업생 4명, 졸업생 총수 5,192명)
- 2020년 3월 1일 제36대 성해언 교장 부임

## 참고 자료
- 동해초등학교 - 한국교육학술정보원 학교알리미